# Georges Mathieu
Georges Mathieu, (27 de Janeiro de 1921-10 de Junho de 2012) foi um pintor francês cujo estilo se identifica com o tachismo.

## Biografia
Mathieu nasceu em Boulogne-sur-Mer, França, e ganhou reputação internacional nos anos 1950 como um dos líderes do Expressionismo abstrato. Suas grandes pinturas eram criadas rápida e impulsivamente. A despeito de sua técnica anticonvencional, ele considerava a si mesmo um pintor tradicional trabalhando com temática subjetiva e abstrata. Suas pinturas estão relacionadas ao Abstracionismo lírico americano e também ao Tachismo.
Georges Mathieu nunca recebeu educação formal em arte. Em 1947, ele trabalhou na American Express em Paris, França, e alugou um chambre de bonne próximo ao Palácio do Luxemburgo. Lá, ele executou uma série de grandes telas com fundo preto no qual pintava ornamentos coloridos, espirais e outras formas. Em seguida, ele redefiniu sua técnica, usando um fundo branco sobre o qual pintava simples formas geométricas, na maioria das vezes uma única linha monocromática. Na década de 1950 ele exibiu 50 dessas telas na Galeria Leicester em Londres.